# Armchair Theatre (álbum)
Armchair Theatre es el álbum debut como solista del cantautor y guitarrista británico Jeff Lynne, publicado por el sello discográfico Reprise Records en 1990.

## Historia
Las canciones «Every little Thing» y «Lift Me Up» se publicaron como sencillos. Además, el álbum contiene dos versiones: «September Song» y «Stormy Weather», Lynne escribió y grabó «Now You're Gone» como un tributo a su fallecida madre.
El álbum reunió nuevamente a Lynne con el teclista del grupo Electric Light Orchestra, Richard Tandy y a su compañero de grupo en Traveling Wilburys, George Harrison. A pesar de las críticas positivas, el disco se convirtió en un éxito menor en comparación con su trabajo con la Electric Light Orchestra.
En abril de 2013, Frontier Records remasterizó y reeditó Armchair Theatre con dos temas extra junto al álbum Zoom de la ELO.

## Lista de canciones
Todas las canciones escritas y compuestas por Jeff Lynne excepto donde se anota. 
| N.º | Título               | Escritor(es)                 | Duración |  |
| 1.  | «Every Little Thing» |                              | 3:41     |  |
| 2.  | «Don't Let Go»       | Jesse Stone                  | 3:00     |  |
| 3.  | «Lift Me Up»         |                              | 3:36     |  |
| 4.  | «Nobody Home»        |                              | 3:51     |  |
| 5.  | «September Song»     | Maxwell Anderson, Kurt Weill | 2:57     |  |
| 6.  | «Now You're Gone»    |                              | 3:00     |  |
| 7.  | «Don't Say Goodbye»  |                              | 3:09     |  |
| 8.  | «What Would It Take» |                              | 2:40     |  |
| 9.  | «Stormy Weather»     | Ted Koehler, Harold Arlen    | 3:42     |  |
| 10. | «Blown Away»         | Lynne, Tom Petty             | 3:29     |  |
| 11. | «Save Me Now»        |                              | 2:39     |  |

## Personal
- Jeff Lynne: voz, guitarras, bajo, piano, teclados, sintetizador, percusión
- Richard Tandy: teclados, órgano, piano, guitarra eléctrica, coros
- George Harrison: guitarras, coros
- Ringo Starr: batería
- Mette Mathiesen: batería, percusión
- Jim Horn: saxofones
- Jake Commander: coros
- Phil Hatton: coros
- Dave Morgan: coros
- Del Shannon: coros
- Michael Kamen: arreglos de cuerdas

## Posición en listas
| Año  | Lista          | Posición más alta |
| ---- | -------------- | ----------------- |
| 1990 | Alemania       | 52                |
| 1990 | Australia      | 35                |
| 1990 | Canadá         | 22                |
| 1990 | Estados Unidos | 83                |
| 1990 | Noruega        | 7                 |
| 1990 | Países Bajos   | 44                |
| 1990 | Reino Unido    | 24                |
| 1990 | Suecia         | 8                 |